# Certificat de capacité pour l'entretien d'animaux d'espèces non domestiques
 (novembre 2016).
Améliorez-le ou discutez des points à vérifier. 
Le certificat de capacité pour l'entretien d'animaux d'espèces non domestiques, plus couramment abrégé en certificat de capacité, est un document délivré par l'administration française, reconnaissant la compétence de son titulaire à  élever, vendre, louer, faire transiter ou présenter au public des spécimens vivants d'espèces non domestiques de la « faune locale ou étrangère ». Il est exigé parfois pour la conservation de certains animaux de compagnie qui ne sont pas considérés comme domestiques en France, c'est-à-dire d'animaux considérés comme sauvages, faisant éventuellement partie des nouveaux animaux de compagnie (NAC). Sous certaines conditions, la loi prévoit toutefois une tolérance pour de très petits élevages d'agrément. 
Il existe également un certificat de capacité pour les personnes exerçant des activités liées aux animaux de compagnie d'espèces domestiques.

## Conditions d'obtention
À l'origine, ce certificat est instauré en 1977, et se passait en commission nationale à Paris au Ministère de l'Environnement. Depuis la loi sur la décentralisation, le certificat de capacité se passe depuis 1998 dans le département de domicile du candidat.
Ce certificat est personnel et est délivrée par le préfet du domicile du candidat, au vu de la compétence de celui-ci pour assurer l'entretien des animaux. 
Ce certificat n'est pas général : il est limité à certaines espèces ou groupes d'espèces, et à un type d'activité. Il peut éventuellement déterminer le nombre d'animaux dont l'entretien est autorisé.
Le certificat peut être accordé pour une durée indéterminée ou limitée. Il peut être suspendu ou retiré, après que son détenteur a été mis à même de présenter ses observations.

### Délivrance simplifiée sous condition de diplôme
Depuis l'entrée en vigueur de l'arrêté du 2 juillet 2009 le certificat de capacité est délivré sans consultation de la commission départementale de la nature, des paysages et des sites (CDNPS) sur présentation des diplômes requis.

## Cas des petit élevages non lucratif
L’article 14 de l’Arrêté du 8 octobre 2018 fixant les règles générales de détention d'animaux d'espèces non domestiques défini les cas pour lesquels un certificat de capacité n’est pas nécessaire. 
Ainsi, pour une quantité limitée, dans la mesure où l’élevage n’est pas à but lucratif et qu’aucune des espèces détenues ne l’impose, tel que renseigné dans l’annexe 2 de l’arrêté, un certificat de capacité n’est pas nécessaire.